# Praomys obscurus
Praomys obscurus är en gnagare i släktet afrikanska mjukpälsråttor som förekommer i Nigeria. Den listades en tid som underart eller synonym till Praomys hartwigi men sedan 2002 godkänns den som art.
Denna gnagare blir 108 till 137 mm lång (huvud och bål), har en 149 till 174 mm lång svans och väger 34 till 60 g. På ryggens topp förekommer en svartgrå längsgående linje. Annars kan ovansidan vara täckt av ljusare grå till mörkbrun päls. Den röda skuggan som är typisk för Praomys hartwigi saknas. Bara vid övergången till den ljusgråa undersidan finns en rödbrun linje. Svansen är med undantag av några styva glest fördelade hår täckt av fjäll. Vid händer och fötter förekommer fem fingrar respektive tår men tummarna är små.
Arten lever i bergstrakten Gotel Mountains i sydöstra Nigeria vid gränsen mot Kamerun. Den vistas i regioner mellan 1600 och 2400 meter över havet. Habitatet utgörs av ursprungliga bergsskogar. Praomys obscurus hittas oftast nära vattendrag där strandlinjen är täckt av låg växtlighet som gräs, ormbunkar eller buskar.
Individerna är aktiva på natten och går främst på marken. En upphittad hona var dräktig med tre ungar.
Denna gnagare hotas av skogens omvandling till jordbruksmark samt av intensivt skogsbruk. IUCN listar arten som starkt hotad (EN).